# Sainte-Foy-l'Argentière
Pour les articles homonymes, voir Sainte-Foy et Argentière (homonymie).
Sainte-Foy-l'Argentière (Sainti-Foé-l'Argentiéri en francoprovençal du Pays lyonnais) est une commune française, située dans le département du Rhône en région Auvergne-Rhône-Alpes.

## Géographie

### Climat
Pour des articles plus généraux, voir Climat d'Auvergne-Rhône-Alpes et Climat du Rhône.
En 2010, le climat de la commune est de type climat océanique dégradé des plaines du Centre et du Nord, selon une étude du Centre national de la recherche scientifique s'appuyant sur une série de données couvrant la période 1971-2000. En 2020, Météo-France publie une typologie des climats de la France métropolitaine dans laquelle la commune est exposée à un climat de montagne ou de marges de montagne et est dans la région climatique  Nord-est du Massif Central, caractérisée par une pluviométrie annuelle de 800 à 1 200 mm, bien répartie dans l’année. 
Pour la période 1971-2000, la température annuelle moyenne est de 10,4 °C, avec une amplitude thermique annuelle de 16,6 °C. Le cumul annuel moyen de précipitations est de 814 mm, avec 9,1 jours de précipitations en janvier et 6,6 jours en juillet. Pour la période 1991-2020, la température moyenne annuelle observée sur la station météorologique de Météo-France la plus proche, « Saint-Symphorien-C », sur la commune de Saint-Symphorien-sur-Coise à 8 km à vol d'oiseau, est de 10,5 °C et le cumul annuel moyen de précipitations est de 861,2 mm,. Pour l'avenir, les paramètres climatiques de la commune estimés pour 2050 selon différents scénarios d'émission de gaz à effet de serre sont consultables sur un site dédié publié par Météo-France en novembre 2022.

## Urbanisme

### Typologie
Au 1er janvier 2024, Sainte-Foy-l'Argentière est catégorisée bourg rural, selon la nouvelle grille communale de densité à sept niveaux définie par l'Insee en 2022.
Elle appartient à l'unité urbaine de Sainte-Foy-l'Argentière, une agglomération intra-départementale regroupant trois  communes, dont elle est ville-centre,,. Par ailleurs la commune fait partie de l'aire d'attraction de Lyon, dont elle est une commune de la couronne,. Cette aire, qui regroupe 397 communes, est catégorisée dans les aires de 700 000 habitants ou plus (hors Paris),.

### Occupation des sols
L'occupation des sols de la commune, telle qu'elle ressort de la base de données européenne d’occupation biophysique des sols Corine Land Cover (CLC), est marquée par l'importance des territoires artificialisés (50,3 % en 2018), en augmentation par rapport à 1990 (47,7 %). La répartition détaillée en 2018 est la suivante :
zones urbanisées (50,3 %), prairies (49,7 %). L'évolution de l’occupation des sols de la commune et de ses infrastructures peut être observée sur les différentes représentations cartographiques du territoire : la carte de Cassini (XVIIIe siècle), la carte d'état-major (1820-1866) et les cartes ou photos aériennes de l'IGN pour la période actuelle (1950 à aujourd'hui).

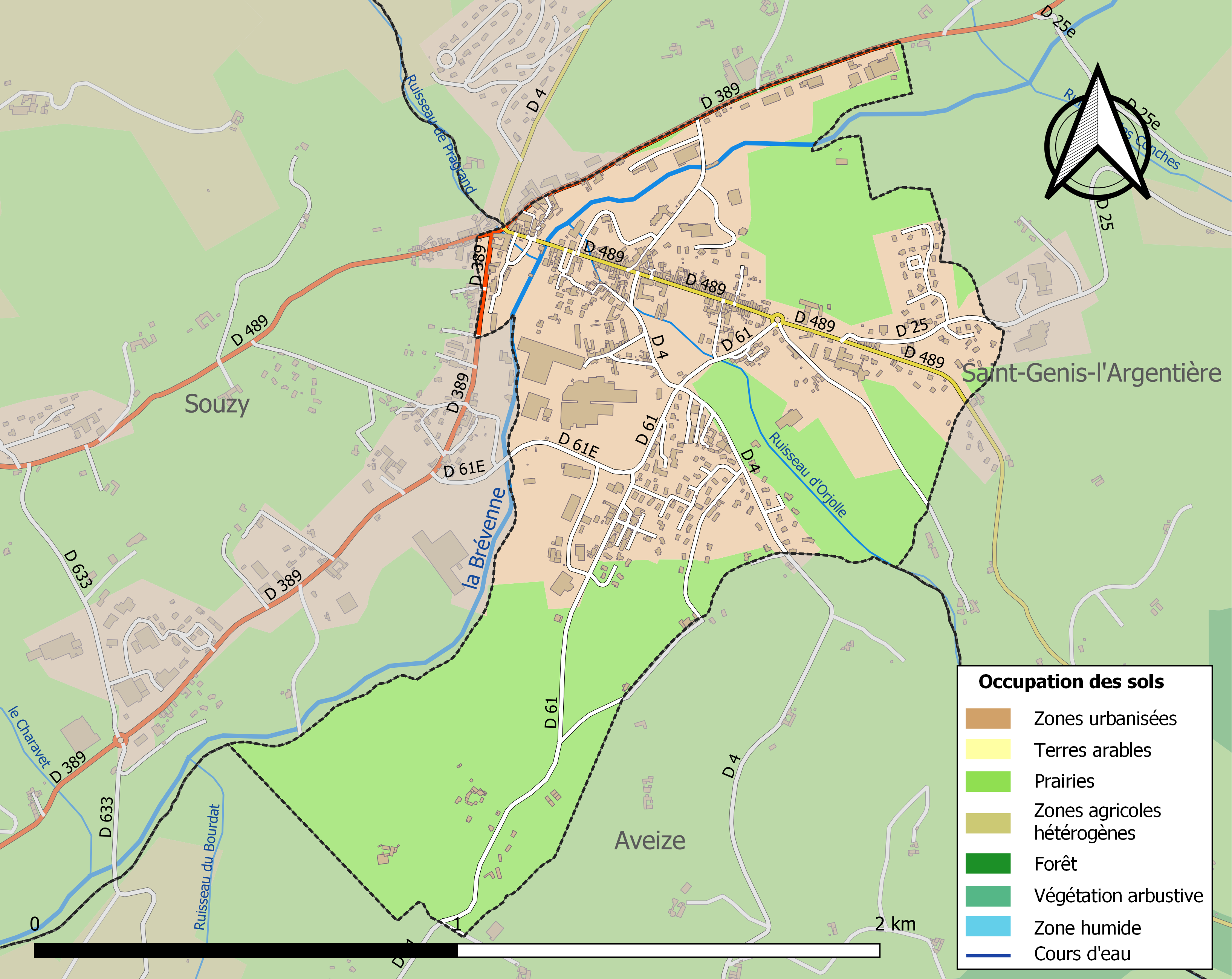
Carte des infrastructures et de l'occupation des sols de la commune en 2018 (CLC).

## Toponymie
Le village s'appelait autrefois Sainte-Foy-de-Meys[réf. nécessaire].
Le nom du village, Sainte-Foy-l'Argentière, vient d'une mine argentifère que les Romains avaient exploitée. Le mot « Argentière » vient de la contraction du gallo-romain « argentum » et du suffixe gaulois « avu », indiquant d’anciennes exploitations minières, précisément de plomb argentifère.
La mention la plus ancienne du village qui soit connue a été datée de 900, Sainte-Foy dépendait alors de la paroisse de Saint-Genis-l'Argentière.

## Histoire
Sainte-Foy-l'Argentière fut longtemps la seigneurie de la famille Saint-Priest, sous la dépendance des comtes de Forez passa à la famille de Fenoyl en 1771.
Dès la fin du XVIIIe siècle, la ville prend un essor industriel grâce à plusieurs initiatives de la famille de Fenoyl. L'exploitation de la houille, une manufacture de porcelaine, et une tuilerie (aujourd'hui la plus importante d'Europe) garantissent la prospérité de Sainte-Foy tout au long du XIXe siècle.
Au cours de la Révolution française, la commune porte provisoirement le nom de Foy-sur-Brevenne.
Aujourd'hui, Sainte-Foy s'est recentrée sur les services et les commerces, tout en restant une commune dynamique des monts du Lyonnais.

### L’église
L'église fut édifiée à l'emplacement de la chapelle du château. Le marquis de Fenoyl sacrifia une tour et une aile du château pour sa construction. L'église comprend des vitraux remarquables d'Alexandre Mauvernay ainsi que des bénitiers qui furent rapportés d'Océanie par le père missionnaire Jean de Fenoyl au XXe siècle.

## Politique et administration
| Période | Période  | Identité                                              | Étiquette | Qualité |
| ------- | -------- | ----------------------------------------------------- | --------- | ------- |
| 1790    |          | Antoine Delorme                                       |           |         |
| 1792    |          | Antoine Planud                                        |           |         |
| 1794    |          | Jacques Phillibert Guellard-Dumesnil                  |           |         |
| 1815    |          | Antoine Gemier                                        |           |         |
| 1820    |          | Laurent Marie Alphonse de Gayardon, marquis de Fenoyl |           |         |
| 1831    |          | Antoine Delorme                                       |           |         |
| 1835    |          | Benoit Costille                                       |           |         |
| 1836    |          | Benoit Chirat                                         |           |         |
| 1839    |          | Pierre Antoine Blanc                                  |           |         |
| 1840    |          | Jean-Benoit Delorme                                   |           |         |
| 1846    |          | Jean-Baptiste Vinay                                   |           |         |
| 1850    |          | Benoit Costille                                       |           |         |
| 1858    |          | Benoit Chirat                                         |           |         |
| 1858    |          | Pierre-Louis de Gayardon, marquis de Fenoyl           |           |         |
| 1863    |          | Jean-Marie Chirat                                     |           |         |
| 1870    |          | Benoit Costille                                       |           |         |
| 1874    |          | Pierre-Louis de Gayardon, marquis de Fenoyl           |           |         |
| 1880    |          | Jean-Baptiste Vinay                                   |           |         |
| 1881    |          | Jean-Marie Thévenon                                   |           |         |
| 1886    |          | Jacques Thizy                                         |           |         |
| 1888    |          | Jacques Louison                                       |           |         |
| 1905    |          | Jean-Simon Chouzy                                     |           |         |
| 1906    |          | Guy de Gayardon, marquis de Fenoyl                    |           |         |
| 1945    |          | Louis Chaize                                          |           |         |
| 1959    |          | Joseph Vinay                                          |           |         |
| 1983    |          | Maurice Félix                                         |           |         |
| 2005    | En cours | Michel Guillarme                                      | DVD       |         |

## Démographie
L'évolution du nombre d'habitants est connue à travers les recensements de la population effectués dans la commune depuis 1793. Pour les communes de moins de 10 000 habitants, une enquête de recensement portant sur toute la population est réalisée tous les cinq ans, les populations de référence des années intermédiaires étant quant à elles estimées par interpolation ou extrapolation. Pour la commune, le premier recensement exhaustif entrant dans le cadre du nouveau dispositif a été réalisé en 2004.

En 2022, la commune comptait 1 292 habitants, en évolution de +0,47 % par rapport à 2016 (Rhône : +3,93 %, France hors Mayotte : +2,11 %).
| 1793 | 1806 | 1821 | 1831 | 1836 | 1841 | 1846 | 1851 | 1856 |
| ---- | ---- | ---- | ---- | ---- | ---- | ---- | ---- | ---- |
| 367  | 443  | 529  | 681  | 614  | 688  | 706  | 806  | 840  |

| 1861 | 1866 | 1872 | 1876  | 1881  | 1886  | 1891  | 1896  | 1901  |
| ---- | ---- | ---- | ----- | ----- | ----- | ----- | ----- | ----- |
| 841  | 905  | 985  | 1 074 | 1 151 | 1 219 | 1 259 | 1 221 | 1 292 |

| 1906  | 1911  | 1921  | 1926  | 1931  | 1936  | 1946  | 1954  | 1962  |
| ----- | ----- | ----- | ----- | ----- | ----- | ----- | ----- | ----- |
| 1 262 | 1 133 | 1 271 | 1 301 | 1 316 | 1 290 | 1 141 | 1 122 | 1 110 |

| 1968  | 1975  | 1982  | 1990  | 1999  | 2004  | 2006  | 2009  | 2014  |
| ----- | ----- | ----- | ----- | ----- | ----- | ----- | ----- | ----- |
| 1 114 | 1 214 | 1 188 | 1 152 | 1 167 | 1 247 | 1 225 | 1 237 | 1 304 |

| 2019  | 2022  | - | - | - | - | - | - | - |
| ----- | ----- | - | - | - | - | - | - | - |
| 1 286 | 1 292 | - | - | - | - | - | - | - |

Pyramide des âges
Le recensement de la population a eu lieu le 8 mars en 1999, l'âge "0" représente seulement les naissances ayant eu lieu entre le 1er janvier et le 7 mars 1999.

## Lieux et monuments
Dans les annexes de la gare se trouve le parc d'animation ferroviaire permettant de se confronter au modélisme ferroviaire de jardin aux échelles d'1/5e au 1/11e sur des voies à l'écartement de 5" (127 mm) et 7"1/4 (184 mm). Ce parc est géré par l’association « Le Mini train des Monts du Lyonnais ». Le voyage s'effectue à califourchon sur les wagons tractés par les locomotives réalisées par les membres de l'association, certaines fonctionnant à la vapeur vive.
informations : Le Mini Train des Monts du Lyonnais
Un train touristique à voie normale circule à la belle saison entre l’Arbresle et Sainte-Foy-l’Argentière afin de faire redécouvrir d’anciennes locomotives et wagons restaurés par l’association « Chemin de fer touristique de la Brévenne ».
Il y a sur la place principale du village le château de la famille de Fenoyl, construit au XVe siècle et restauré au XVIIe siècle. Le marquis de Fenoyl a fait don d'une aile du château en 1850 pour construire l'église du village.

## Économie
Parmi les nombreux villages du Rhône, Sainte-Foy-l'Argentière fut l'un des premiers à avoir l’eau courante.[Quand ?]
Les mines de houilles
L’exploitation de la houille en surface à Sainte-Foy est très ancienne. L’exploitation des mines daterait de 1740. En 1752, il y avait déjà 7 ou 8 puits ouverts. Le village s’est surtout développé quand un membre de la famille Fenoyl a acheté et développé les mines de charbon. Au début, il n’y avait que des galeries à ciel ouvert, puis des puits qui allaient jusqu’à 600 mètres de profondeur ont été creusés. En 1812, on disait Sainte-Foy-les-Houilles. L’exploitation a été arrêtée en mars 1931 puis a repris de 1940 à 1945, pendant l’occupation, pour alimenter les foyers domestiques. Il ne reste actuellement aucune trace visible de cette exploitation minière si ce n’est un terril vers la zone d’activités du Val d’Argent. À Sainte-Foy-l’Argentière, le sous-sol est très instable en raison des galeries et de la nature du sol.
La fabrique de porcelaine
Après avoir donné aux mines une impulsion nouvelle et afin de résorber le chômage, le marquis de Fenoyl décide d’investir ses capitaux dans la création d’une manufacture de porcelaine. Les conditions étaient favorables car l’approvisionnement énergétique ne posait aucun problème et la matière première était proche (kaolin à Haute-Rivoire). On fit appel à une main d’œuvre qualifiée originaire de Haute-Vienne et du Jura où le travail de la porcelaine est traditionnel. Il fit breveter des isolateurs qui ont d’abord servi pour le télégraphe puis pour l’électricité. En 1936, la manufacture occupait environ 300 ouvriers et produisait, outre des isolateurs, de la vaisselle, des articles pour pharmaciens et de la porcelaine à feu. Aujourd’hui, cette usine n’existe plus ; les fours, trop dangereux, ont été détruits dans les années 1980.
La Grande Tuilerie du Rhône
Il est difficile de dire exactement quand commença l’activité des tuiliers à Sainte-Foy. Dans la seconde moitié du XVIIIe siècle, des tuileries artisanales (comme celle au no 5 route de Saint-Genis) existaient : les tuiliers faisaient tout à la main et moulaient les tuiles sur leur cuisses. La famille de Fenoyl fut à l’origine, vers 1880, d’une tuilerie mécanique qui, développée ensuite par la famille Balaÿ, devint la Grande Tuilerie du Rhône. Elle n’a cessé depuis d’évoluer et de se moderniser. Et les bâtiments, toujours situés au même endroit, ont été considérablement transformés et agrandis. Actuellement, lorsqu’on arrive de la Loire par la RN 89, on aperçoit l’immense aire de stockage et les nouveaux bâtiments de la Grande Tuilerie du Rhône rebaptisée depuis 2000 « Edilians Couverture - Tuiles Sainte-Foy ».

## Médias

### Radio

#### EnFM
1 radio généraliste publique, 1 radio associative (catégorie A) et 1 radio locale commerciale (catégorie B) émettent sur Sainte-Foy-l'Argentière. Les autres radios publiques du Mont Pilat sont aussi reçues.
| Fréquence | Nom de la radio | Diffuseur      | Lieu d'émission                                     | Puissance |
| --------- | --------------- | -------------- | --------------------------------------------------- | --------- |
| 90.5      | France Inter    | TDF            | Montchourier, Malacour, Saint-Laurent-de-Chamousset | 100 W     |
| 97.5      | Radio Espace    | Auto-diffusion | Boussoure, Saint-Genis-l'Argentière                 | 100 W     |
| 101.7     | RCF Lyon        | Auto-diffusion | Boussoure, Saint-Genis-l'Argentière                 | 100 W     |

#### Ennumérique(prochainement)
Prochainement, quelques stations, notamment locales, arriveront en numérique sur Sainte-Foy-l'Argentière grâce aux allotissements 2 et 3 du DAB+ (la prochaine bande RNT) lyonnaise,.
Allotissement 2 (catégories A et B) :
| Nom de la radio        | Catégorie |
| ---------------------- | --------- |
| Radio Capsao           | A         |
| Couleurs FM            | A         |
| Euradio                | A         |
| Impact FM              | B         |
| Lyon 1re               | B         |
| Néo                    | A         |
| Radio Arménie          | A         |
| Radio Espérance        | A         |
| Oxygène Alpes Auvergne | A         |
| Radio Pitchoun         | D         |
| Radio Pluriel          | A         |
| Séquence FM            | A         |
| Sol FM                 | A         |

Allotissement 3 (catégories C et D) :
| Nom de la radio   | Catégorie |
| ----------------- | --------- |
| Africa no 1       | D         |
| Chante France     | D         |
| France Maghreb 2  | D         |
| Jazz Radio        | B         |
| Mélody Radio      | D         |
| Radio Alfa        | B         |
| Radio Espace      | B         |
| Radio FG          | D         |
| Radio Orient      | D         |
| Radio Scoop       | B         |
| Virage Radio Lyon | C         |

### Télévision locale
France 3 Rhône-Alpes et France 3 Alpes émettent sur Sainte-Foy-l'Argentière grâce au site d'émission de Malacour à Saint-Laurent-de-Chamousset.

## Transport
Une ligne régulière financée par le conseil général relie Sainte-Foy à Lyon : la ligne 142.
- Directions :
  - Aveize Centre Médical ;
  - Lyon Gorge de Loup ou L'Arbresle (certains services en semaine).

## Personnalités liées à la commune
- Pierre-Louis de Gayardon, marquis de Fenoyl (1832-1887)[28] : maire de 1874 à 1880, chevalier de la Légion d'honneur[29], conseiller général du Rhône, industriel[30]. Capitaine des mobiles du Rhône[31], il participe à la défense de Belfort en 1870-1871[32]. Il est un des ancêtres de Philippe de Dieuleveult[33].